# زمان ماند دریاچه

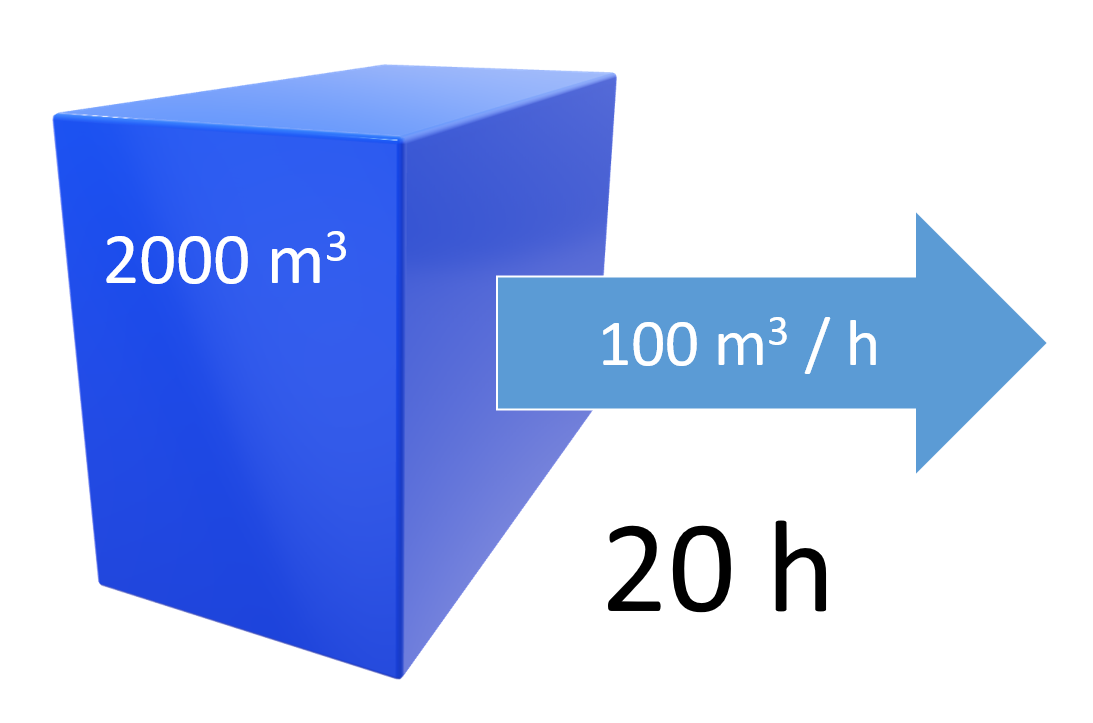
زمان ماندگاری تودهٔ آب آبگیری با حجم 2000 m3 و جریان خروجی 100 m3/h ۲۰ ساعت است.

معیار زمان ماند دریاچه (انگلیسی: Lake retention time) (که زمان ماندن آب دریاچه، یا عمر آب یا زمان شستشو نیز نامیده می‌شود) مقدار محاسبه‌شده‌ای است که میانگین زمانی لازم برای یک چرخش را که (مقداری ماده محلول) در یک دریاچه خاص صرف می‌کند، بیان می‌کند. در ساده‌ترین حالت، این رقم حاصل تقسیم حجم دریاچه بر جریان ورودی یا خروجی آب دریاچه است. تقریباً بیانگر مدت زمانی است که ماده وارد شده به دریاچه دوباره از آن خارج می‌شود. زمان ماندگاری به ویژه در مواردی که به سیل یا آلاینده‌های پایین دست مربوط می‌شود مهم است.

## زمان ماند کلی
زمان ماند سراسری برای یک دریاچه (میانگین کلی زمانی که آب در دریاچه می‌گذراند) با تقسیم حجم دریاچه بر میانگین نرخ ورودی همه شاخه‌ها یا بر میانگین نرخ خروج (به‌طور ایده‌آل شامل تبخیر و نشت) محاسبه می‌شود). این معیار فرض می‌کند که آب در دریاچه به خوبی (یکنواخت) مخلوط شده‌است (به‌جای چند لایه‌ای بودن)، به طوری که هر بخشی از آب دریاچه بسیار شبیه به قسمت‌های دیگر است. در واقع، دریاچه‌های بزرگتر و عمیق‌تر معمولاً به خوبی مخلوط نمی‌شوند. بسیاری از دریاچه‌های بزرگ را می‌توان به بخش‌های مجزا با جریان محدود بین آنها تقسیم کرد. دریاچه‌های عمیق به‌طور کلی طبقه‌بندی شده‌اند و آب‌های عمیق‌تر به ندرت با آب‌های سطحی مخلوط می‌شوند. اینها اغلب به‌عنوان چندین حجم متفاوت از آب مدل‌سازی می‌شوند.